# Rodnikowy

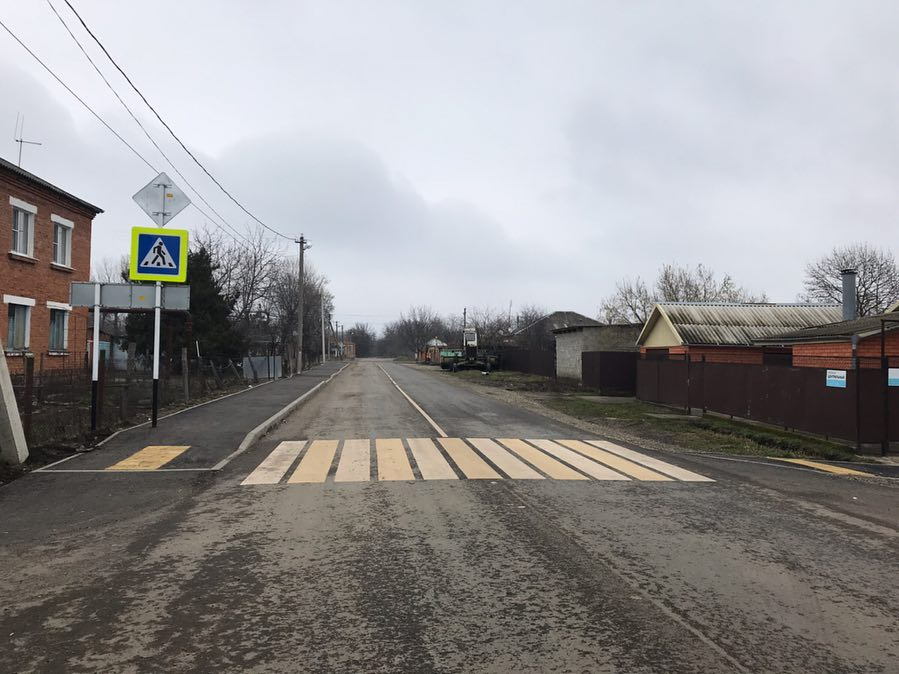
Rodnikowy – Dorf in Adygeja im Süden Russlands (2019)

Rodnikowy (russisch Родниковый) ist ein Dorf (posjolok) in Südrussland. Es gehört zur Republik Adygeja und hat 1269 Einwohner (Stand 2019). Im Ort gibt es 11 Straßen.

## Geographie
Das Dorf liegt im Zentrum des Stadtkreis Maikop, 10 km nordwestlich der Stadt Maikop und 12 km südöstlich der Stadt Beloretschensk. Chanskaja, Rodniki, Wostotschny, Kosinow, Podgorny, Zapadny, Maikop sind die nächsten Siedlungen.